# Saint-Paul (Haute-Vienne)
Saint-Paul is een gemeente in het Franse departement Haute-Vienne (regio Nouvelle-Aquitaine) en telt 1140 inwoners (2004). De plaats maakt deel uit van het arrondissement Limoges.

## Geografie
De oppervlakte van Saint-Paul bedraagt 37,5 km², de bevolkingsdichtheid is 30,4 inwoners per km².
De onderstaande kaart toont de ligging van Saint-Paul (Haute-Vienne) met de belangrijkste infrastructuur en aangrenzende gemeenten.

## Demografie
Onderstaande figuur toont het verloop van het inwonertal (bron: INSEE-tellingen).

1. ↑  Populations de référence 2022.